# Allée couverte von Loch-ar-Ronfl

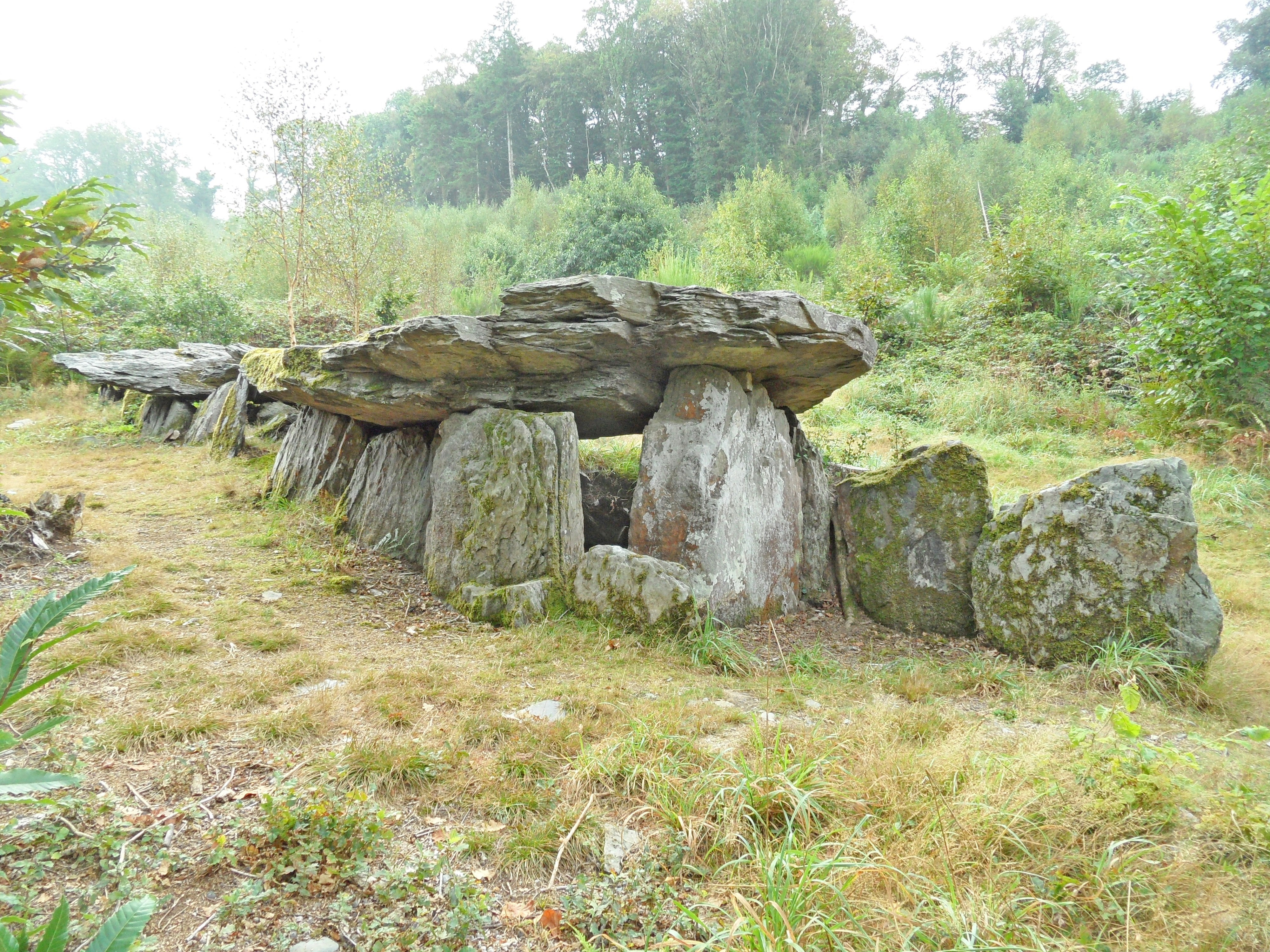
Loch-ar-Ronfl

Die Allée couverte von Loch-ar-Ronfl (auch Guele Ar Ronfl – deutsch Bett bzw. Haus des Riesen – oder Allée couverte von Kerriou genannt) liegt in einem Wald nördlich von Gouézec bei Quimper im Département Finistère in der Bretagne in Frankreich.
Das schmale Galeriegrab aus Schieferblöcken ist etwa 16 Meter lang und trotz der Neigung vieler Tragsteine liegen noch sieben Decksteine auf. Die Anlage hatte eine nur partiell erhaltene Vorkammer.
Die Ausgrabungen von 1868 erbrachten zwei große polierte Steinäxte.
In der Nähe liegt  der Pseudodolmen La Roche du Feu aus Schiefergestein.